# الدوري السلوفيني لكرة القدم 1920
الدوري السلوفيني لكرة القدم 1920 هو موسم من الدوري السلوفيني لكرة القدم ‏. فاز فيه ND Ilirija 1911 ‏.